# Curtis Joseph
Curtis Shayne „CuJo” Joseph (właśc. Curtis Munro, ur. 29 kwietnia 1967 w Keswick, Ontario, Kanada) – kanadyjski hokeista, w latach 1989-2009 gracz NHL; reprezentant Kanady, olimpijczyk. Po zakończeniu kariery sportowej pracuje jako trener.

## Kariera klubowa
- University of Wisconsin (1988-1989)
- St. Louis Blues (16.06.1989 - 4.08.1995)
  -  Peoria Rivermen (1989-1990)
- Edmonton Oilers (4.08.1995-1998)
  -  Las Vegas Thunder (1995-1996)
- Toronto Maple Leafs (15.07.1998 - 30.06.2002)
- Detroit Red Wings (2.07.2002-2004)
- Phoenix Coyotes (17.08.2005-2007]
- Calgary Flames (17.01.2008-2008)
- Toronto Maple Leafs (1.07.2008 - 2009) 12.01.2010 - oficjalne zakończenie kariery

## Kariera reprezentacyjna
- Reprezentant Kanady na PŚ w 1996
- Reprezentant Kanady na MŚ w 1996
- Reprezentant Kanady na IO w 1998
- Reprezentant Kanady na IO w 2002

## Sukcesy
Indywidualne
- Największy procent obronionych strzałów (.911) w sezonie 1992-1993
- Zdobywca King Clancy Memorial Trophy w sezonie 1999-2000

Reprezentacyjne
- Srebrny medal z reprezentacją Kanady na MŚ 1996
- Srebrny medal z reprezentacją Kanady na PŚ 1996
- Złoty medal z reprezentacją Kanady na IO 2002